# Кабанов Олександр Михайлович
Кабанов Олександр Михайлович (нар. 10 жовтня 1968, Херсон) — поет, головний редактор літературного журналу «ШО», організатор літературного фестивалю «Київські лаври», один з творців українського слему. Член НСПУ (2004).
1992 року закінчив факультет журналістики Київський національний університет імені Тараса Шевченка.
Вірші пише російською мовою. Твори перекладалися українською, англійською, німецькою, грузинською та нідерладською мовами.
Живе та працює в Києві.

## Нагороди
- Лауреат міжнародної літературної премії ім. Князя Юрія Долгорукого (2005)
- Премія журналу «Новый мир» (2005)
- Премія «Планета Поета» ім. Л. Н. Вишеславського (2008)
- Міжнародна літературна Волошинська премія (2009)
- Російська премія (2010)
- Премія «Antologia» (2010)
- Григор'ївська поетична премія (2011, 1 місце)
- Премія імені Миколи Ушакова (2013)

## Твори
- «Временная прописка» (1989)
- «Время летающих рыб» (1994)
- «Ласточка» (2002)
- «Айловьюга» (2003)
- «Крысолов» (2005)
- «Аблака под землей» (2007)
- «ВЕСЬ» (2008)
- «Бэтмен Сагайдачный» (М.: Арт Хаус медиа|«Арт Хаус медиа», 2010)
- «Волхвы в планетарии» (Х.: Фоліо, 2014)

## Політичні погляди
Олександр Кабанов виступив з різкою критикою перейменування Московського проспекту в Києві на проспект Степана Бандери. Заявив, що Степан Бандера не є його героєм. Ці заяви викликали суспільний резонанс.